# Peritus

Peritus (mot latin signifiant « expert », « habile ») est le terme utilisé dans l'Église catholique pour désigner les théologiens qui font office de consultants lors d'un concile œcuménique. Au concile Vatican II, les évêques étaient autorisés à se faire accompagner d'un peritus. Lors du même concile, entre octobre 1962 et décembre 1965, 480 théologiens furent reconnus comme periti.
D'autres furent nommés officiellement conseillers pour toute la durée du concile. Ce fut le cas pour Joseph Ratzinger (le futur pape Benoît XVI), à partir de la deuxième session du concile. Il y était entré comme conseiller pour le cardinal Joseph Frings. 
Lors du concile Vatican I, John Henry Newman avait décliné l'offre de devenir peritus.
Jusqu'à la Révolution française de 1789 et la suppression des chapitres canoniaux, c'est ainsi que les registres capitulaires qualifiaient les chantres (appelés aussi choristes) professionnels au service de l'Église (et d'une église en particulier, en général une cathédrale ou une collégiale). Ceux-ci, à qui on demandait d'assurer l'essentiel de ce que la liturgie impose de chanter au cours d'un office religieux, étaient qualifiés d'« artis musicæ periti » (expression traduite par « musiciens habiles » : « habiles dans l'art de la musique »). Le maître de musique (qu'on appellerait aujourd'hui le maître de chapelle) était qualifié de « peritissimus » (« très habile »).

## Lesperiti
Dans les discussions entre catholiques on appelle souvent periti (même s'ils ne l'étaient pas officiellement) des théologiens qui ont eu une influence importante dans la décision de donner un caractère pastoral au concile Vatican II. On leur doit un nouveau point de vue fondé sur la théologie et la rédaction des 16 textes conciliaires, alors que les plus de 70 projets venant de la curie romaine suivaient de la façon la plus étroite le style des enseignements inauguré en 1740 par Benoît XIV, auteur de la première encyclique moderne (et présentaient les mêmes défauts du point de vue linguistique). 
Stricto sensu on range cependant comme periti avec les théologiens du concile, les conseillers en théologie des principaux participants du concile. Comme représentant de la théologie scientifique de langue allemande on trouvait en particulier le jésuite et dogmaticien Karl Rahner qui était au service de l'archevêque de Vienne, le cardinal Franz König, ainsi que Joseph Ratzinger peritus de l'archevêque de Cologne, le cardinal Joseph Frings. Hans Küng, théologien suisse, qui entretint par la suite des démêlés avec la hiérarchie de l'Église, a droit aussi au titre de théologien conciliaire, puisqu'il était en 1962-1963 peritus pour l'évêque de Rottenburg. Comme il le rapporte lui-même dans ses souvenirs (Erkämpfte Freiheit, en particulier à la page 484), malgré le succès que recueillit son livre de 1960 Konzil und Wiedervereinigung (Concile et réunification), ses conceptions n'eurent pas d'écho au concile, .
Particulièrement influente était aussi la théologie française de l'époque, représentée en particulier par les jésuites et futurs cardinaux Henri de Lubac (Catholicisme, 1938 ; Surnaturel, 1946) et Jean Daniélou, ainsi que par le dominicain Yves Congar qui peu de temps avant sa mort fut lui aussi nommé cardinal. Ils avaient tous en commun une volonté d'enrichir la théologie par une façon de voir qui s'appuyait sur l'histoire et non sur des spéculations philosophiques.
Les autres théologiens qui travaillaient en étroite collaboration avec les évêques de l'époque constituaient la catégorie des théologiens conciliaires.

## Les conciles Vatican I et Vatican II
John Henry Newman, pour sa part, refusa de venir en tant que peritus au concile Vatican I (1869-1870).
Lors du concile Vatican II (1962-1965), plusieurs periti accompagnaient des évêques ou des groupes d'évêques venus de différents pays. D'autres periti servaient de conseillers pour le concile.
Joseph Ratzinger, futur pape Benoît XVI, était le peritus du cardinal allemand Joseph Frings, archevêque de Cologne, avant d'être nommé expert officiel du concile pour la deuxième session. Hans Küng était peritus auprès du concile, mais a servi de conseiller pour Carl Joseph Leiprecht lors de la première session du concile. Le théologien jésuite Karl Rahner était quant à lui le peritus du cardinal Franz König, archevêque de Vienne, mais également expert du concile, et consulteur de la commission doctrinale.
Parmi les periti du concile Vatican II se trouvaient également Henri de Lubac, Jean Daniélou, Yves Congar. Marie-Dominique Chenu et Edward Schillebeeckx n'étaient quant à eux pas experts officiels au concile (periti), mais experts privés, le premier pour Claude Rolland (de), évêque d'Antsirabe à Madagascar, le deuxième pour l'épiscopat hollandais.
Les periti de Vatican II, quoique leur statut officiel les désigne comme au service du concile, étaient le plus souvent d'abord au service des courants qui se sont affrontés lors du concile, soit du côté d'une réforme de l’Église (acceptation de la liberté religieuse, révision des relations Église-État, réévaluation des relations avec les autres religions), soit du côté de la poursuite d'un affrontement du catholicisme avec les autres institutions et courants de la société, dans le sens des conciles de Trente et de Vatican I (notamment pour des experts proches du Coetus Internationalis Patrum). Quelles que soient leurs affinités, 268 periti (sur 480) étaient également consulteurs de l'une (ou plusieurs) des onze commissions conciliaires.